# Friedhof Schmargendorf

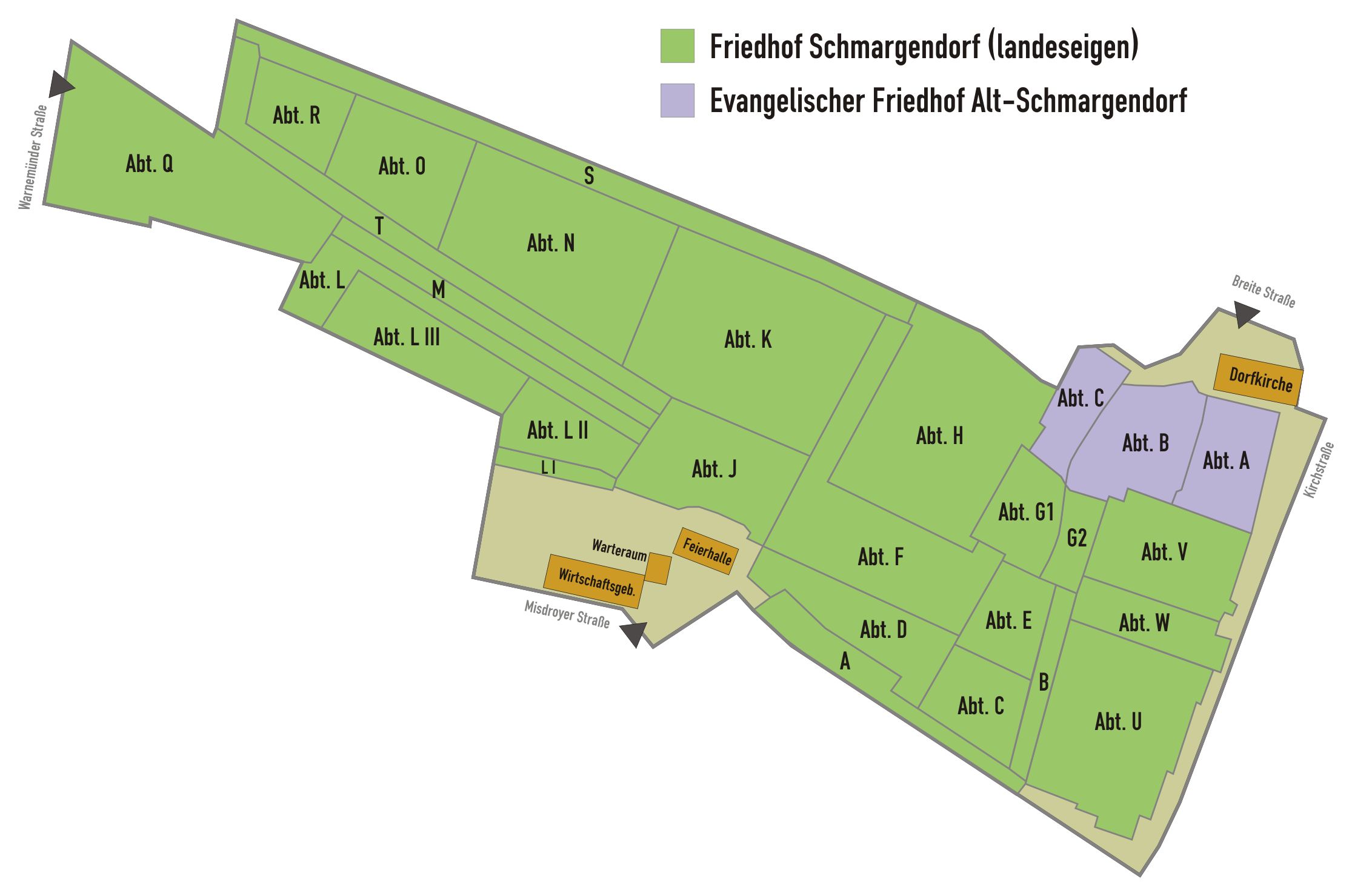
Anordnung der Abteilungen

Der landeseigene Friedhof Schmargendorf im Berliner Ortsteil Schmargendorf ist ein seit 1853 bestehender Alleequartierfriedhof. Die Größe beträgt 1,61 Hektar. Der Friedhof grenzt unmittelbar, ohne sichtbare Grenze, an den Evangelischen Friedhof Alt-Schmargendorf.

## Geschichte

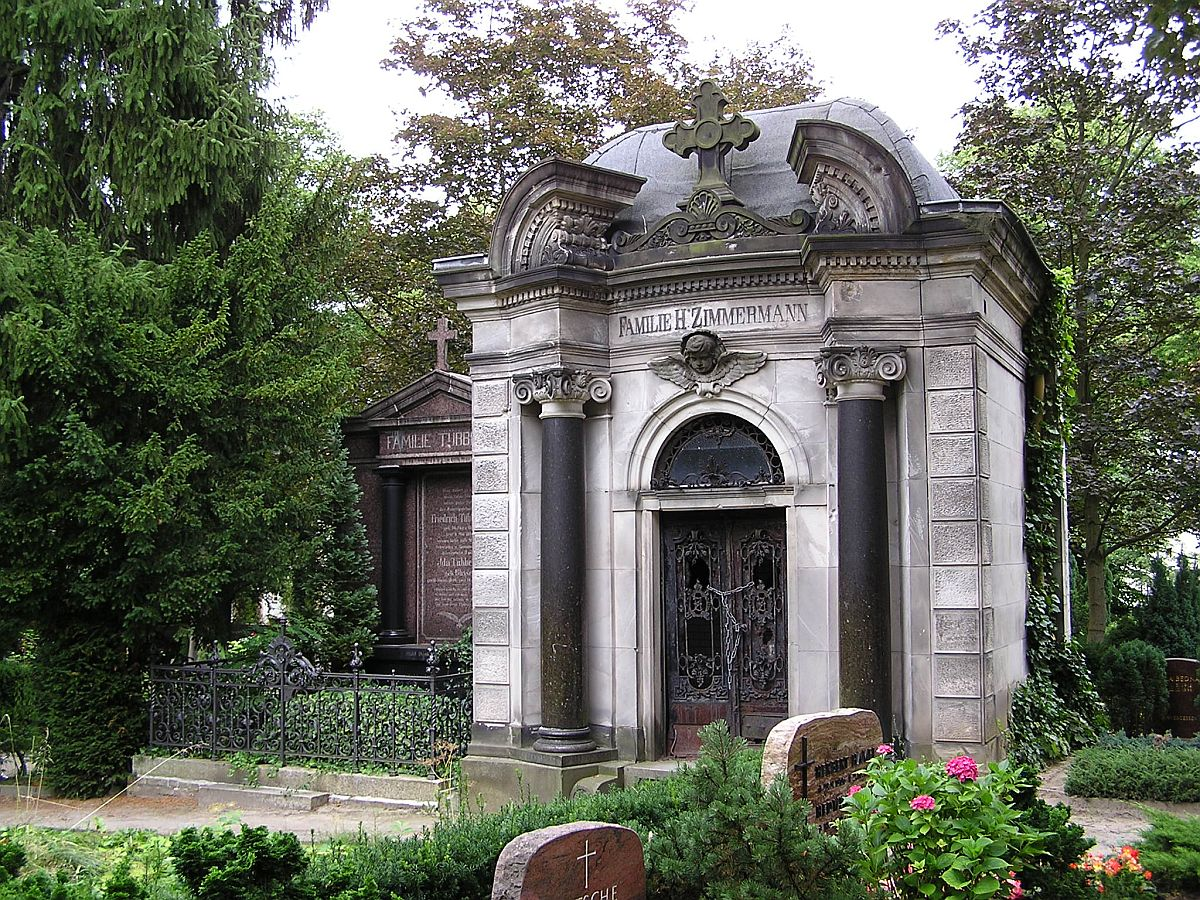
Mausoleum Zimmermann auf dem Friedhof Schmargendorf

Der Friedhof Schmargendorf entstand Mitte des 19. Jahrhunderts als Erweiterung des evangelischen Friedhofes Alt-Schmargendorf, der unmittelbar an die Dorfkirche Schmargendorf anschließt, damals aber an seine Kapazitätsgrenzen stieß.

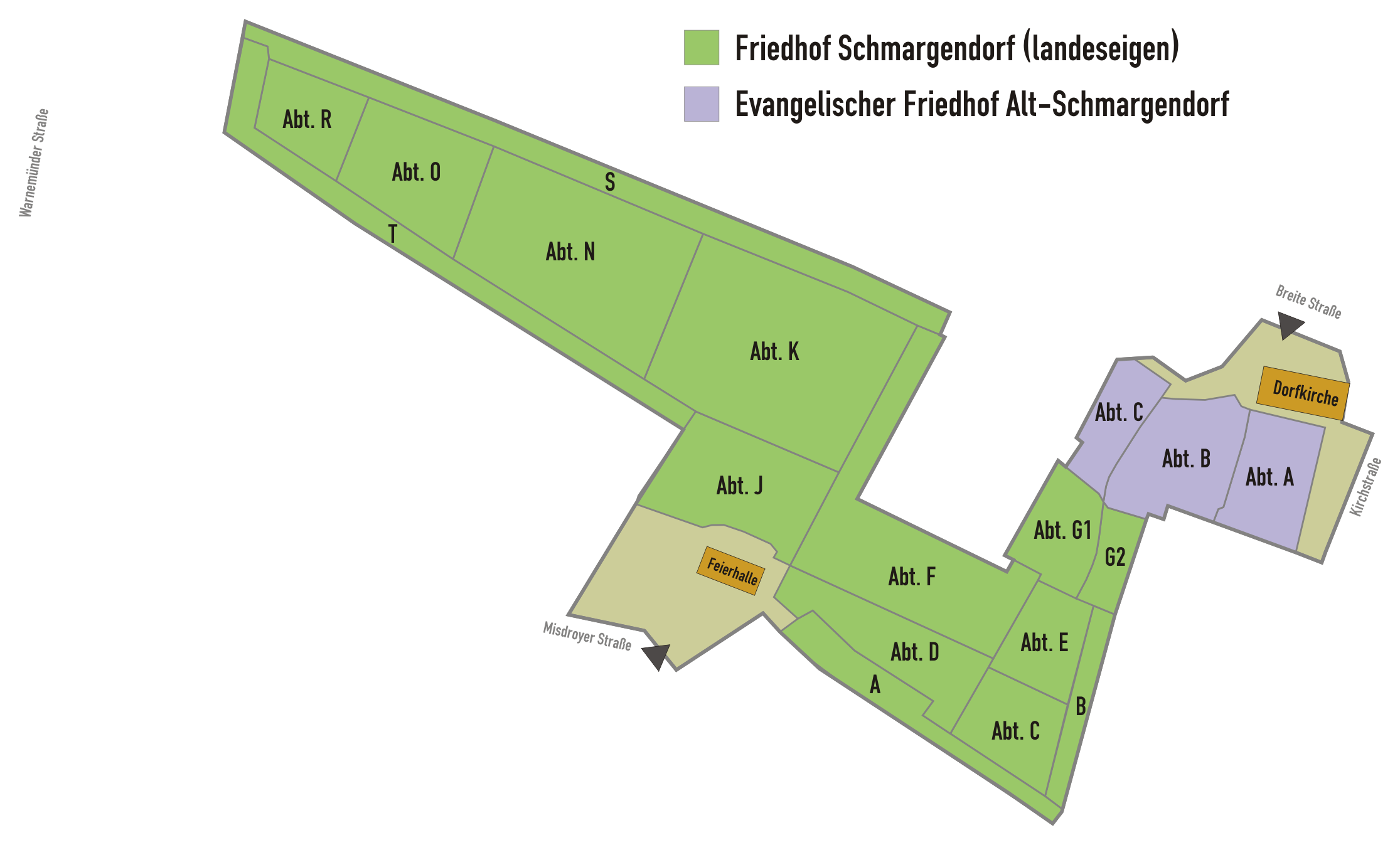
Zuschnitt des Friedhofs 1914

Da eine außerhalb des Ortes liegende Begräbnisstätte nicht gewünscht war und man an den alten Friedhof anschließen wollte, standen nur Flächen rückseitig der vorhandenen Bebauung zwischen Breite Straße und Misdroyer Straße zur Verfügung. Nach der ersten Erweiterung Mitte des 19. Jahrhunderts folgte bald eine zweite im Jahr 1879. Die verfügbaren Flächen zwangen zu einer verwinkelten Form, die der Friedhof im Übergang in das 20. Jahrhundert aufwies. Er schloss an der südwestlichen Flanke des alten Friedhofs an und erreichte über zwei Ecken die Misdroyer Straße. Dort wurden ein neuer Zugang und 1894 eine Feierhalle im Stil der Backsteingotik errichtet.
Über eine weitere Ecke erstreckte sich ein großes Gräberfeld nach Westen in Richtung Warnemünder Straße, das aber vor dieser, hinter der dortigen Bebauung endete. 1914 ging die Verwaltung des Friedhofs auf die Gemeinde über.
Bis zum Zweiten Weltkrieg wurden weitere angrenzende Flächen (die heutigen Abteilungen H, L, M, U, V und W) zum Friedhof hinzugezogen. Diese Erweiterungen führten u. a. dazu, dass einige monumentale Erbbegräbnisse, die bisher an der Außenmauer gestanden hatten, sich nun mitten im Friedhof befanden. 
Erst in den 1960er-Jahren wurde der Friedhof, ermöglicht durch die Kriegszerstörung der bis dato dort stehenden Gebäude, bis zur Warnemünder Straße vergrößert (Abteilung Q) und dort ein weiterer Zugang angelegt.

## Kunstwerke

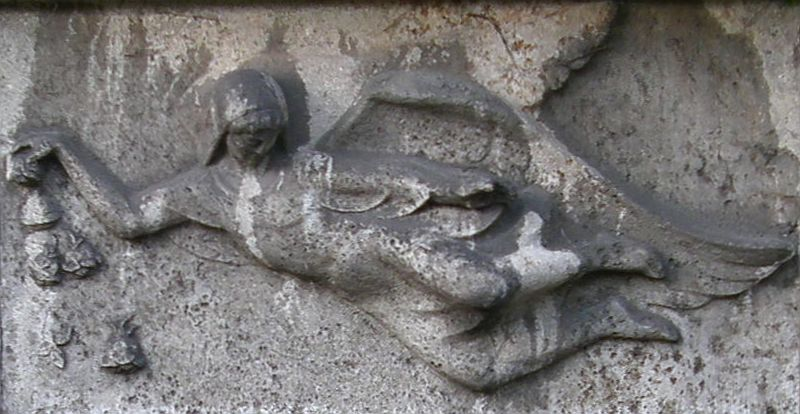
Grabrelief eines Engels

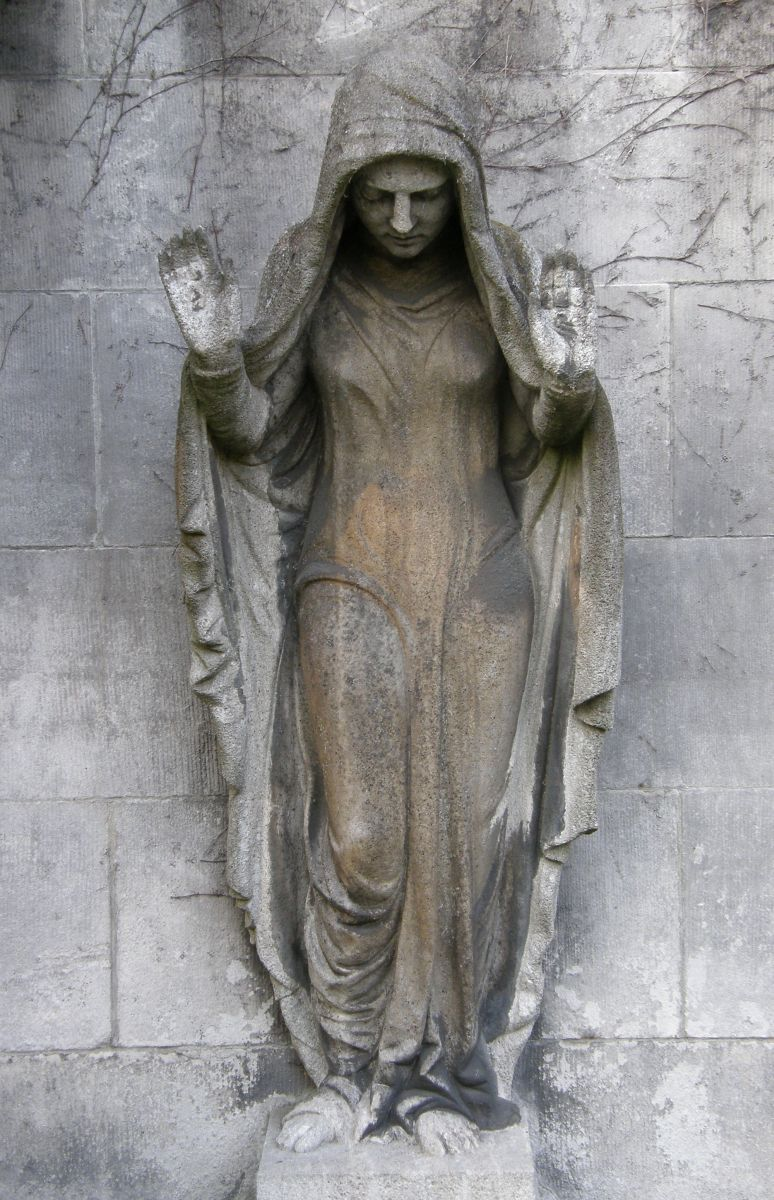
Grabskulptur einer Trauernden

Das ehemalige Wandgrabmal, nach Erweiterung des Friedhofes solitär stehend, für Julius Habicht (Foto), das nach einem Entwurf von Josef Rauch errichtet wurde, und das Familiengrab Tübbecke (Foto), ebenfalls ein ehemaliges Wandgrabmal, stehen als Baudenkmale unter Schutz.
Skulpturaler Schmuck befindet sich in Form einer Trauernden an einem ehemaligen Erbbegräbnis an der Nordwand und am Grab einer Familie Engel in Form eines trauernden Mönches. 
Am Erbbegräbnis der Familie Schütze, ebenfalls an der Nordwand, befindet sich ein kleines Engelsrelief aus Bronze und an einem weiteren Erbbegräbnis an der Nordwand eines aus Stein.

## Beigesetzte Persönlichkeiten
| Name                     | Geburtsjahr | Sterbejahr | Beruf/Wirken                                      | Ehrengrab | Foto des Grabes |
| ------------------------ | ----------- | ---------- | ------------------------------------------------- | --------- | --------------- |
| Eberhard Alexander-Burgh | 1929        | 2004       | Schriftsteller                                    |           | Foto            |
| Melli Beese              | 1886        | 1925       | Fliegerin                                         | seit 1975 | Foto            |
| Hans Berry               | 1906        | 1984       | Jazz-Musiker und Komponist                        |           | Foto            |
| Sabine Bethmann          | 1929        | 2021       | Schauspielerin                                    |           | Foto            |
| Franz Cornelsen          | 1908        | 1989       | Verleger und Verlagsgründer                       |           | Foto            |
| Hildegard Cornelsen      | 1905        | 1981       | Illustratorin und Schulbuch-Autorin               |           | Foto            |
| Hans Eder                | 1934        | 2022       | Fußballspieler                                    |           | Foto            |
| Lutz Erbring             | 1938        | 2021       | Kommunikationswissenschaftler und Hochschullehrer |           |                 |
| Bruno Fritz              | 1900        | 1984       | Schauspieler und Kabarettist (Die Insulaner)      |           | Foto            |
| Julius Habicht           | 1874        | 1912       | Architekt                                         |           | Foto            |
| Wolfgang Haus            | 1927        | 2018       | SPD-Politiker, Rundfunkintendant, Journalist      |           | Foto            |
| Paul Hilbig              | 1901        | 1981       | Geophysiker und Rektor der TU Berlin              |           | Foto            |
| Dietrich Kurze           | 1928        | 2016       | Historiker und Hochschullehrer                    |           | Foto            |
| Georg Lange              | 1883        | 1964       | Politiker und Stadtältester                       | x         | Foto            |
| Reiner Lemoine           | 1949        | 2006       | Ingenieur und Unternehmer                         |           | Foto            |
| Edith Lersow             | 1938        | 2012       | Tischtennisspielerin                              |           |                 |
| Hubert Olbrich           | 1924        | 2019       | Lebensmitteltechnologe und Hochschullehrer        |           | Foto            |
| Max Pechstein            | 1881        | 1955       | Maler und Grafiker                                | seit 1980 | Foto            |
| Karlheinz Pfarr          | 1927        | 2010       | Bauingenieur und Ökonom                           |           | Foto            |
| Richard Scheibe          | 1879        | 1964       | Bildhauer und Medailleur                          | seit 1978 | Foto            |
| Jakob Schulze-Rohr       | 1930        | 2008       | Architekt und Stadtplaner                         |           | Foto            |
| Werner Stein             | 1913        | 1993       | Politiker und Stadtältester                       | x         | Foto            |
| Günter Stüttgen          | 1919        | 2003       | Dermatologe und Hochschullehrer                   |           | Foto            |
| Wolfgang Venohr          | 1925        | 2005       | Journalist und Schriftsteller                     |           | Foto            |
| Robert Zander            | 1892        | 1969       | Botaniker und Gartenbauwissenschaftler            | 1990–2012 | Foto            |

## Belege
1. ↑  Liste Berliner Friedhöfe (PDF; 84 kB) der Berliner Senatsverwaltung für Stadtentwicklung
2. 1 2  Eines Schattens Traum ist der Mensch, Beschreibung Friedhof Schmargendorf
3. ↑  Berlin und seine Bauten: Bestattungswesen, S. 124
4. ↑  Übersichtsplan von dem Bebauungsplan der Gemarkung Berlin-Schmargendorf / Angefertigt im Mai 1914. Abgedruckt in: Udo Christoffel: Berlin-Wilmersdorf dargestellt im Kartenbild der Jahre von 1588 bis 1938
5. ↑  Eintrag 09046376 in der Berliner Landesdenkmalliste
6. ↑  Eintrag 09040099 in der Berliner Landesdenkmalliste
7. ↑  Ehrengrabstätten des Landes Berlin (PDF; Stand Oktober 2017)
8. ↑  Der letzte Marsch / Publizistik: Wolfgang Venohr in Berlin beigesetzt Junge Freiheit vom 18. Februar 2005